# Comitatul Hennepin, Minnesota
Comitatul Hennepin (în engleză Hennepin County) este un comitat din statul Minnesota, Statele Unite ale Americii. Conform recensământului din 2010, avea o populație de 1.152.425 de locuitori, fiind cel mai populat comitat din Minnesota și al XXXIV-lea cel mai populat din SUA. Reședința comitatului este orașul Minneapolis, cel mai populat oraș din stat. Comitatul e denumit în onoarea lui Louis Hennepin.

## Comitate adiacente
- Anoka County (nord-est)
- Ramsey County (est)
- Dakota County (sud-est)
- Scott County (sud)
- Carver County (sud-vest)
- Wright County (nord-est)